# Longtan Chongxin
Longtan Chongxin (chiń. 龍潭崇信, pinyin Lóngtán Chóngxìn; kor. 룡담숭신 Lyongdam Sungsin ; jap. Ryūtan Sōshin; wiet. Long Đàm Sùng Tín) – chiński mistrz chan.

## Życiorys
Pochodził z dawnego Zhugong, obecnie w pobliżu Jiangling w prow. Hubei. Rodzina była bardzo biedna i zarabiała na życie wypiekaniem ciastek. Mistrz chan Tianhuang Daowu znał Chongxina od dziecka i wcześnie rozpoznał jego wielkie możliwości duchowe. Pozwolił więc całej rodzinie zamieszkać w klasztornej chacie. W podzięce Chongxin codziennie ofiarowywał mistrzowi 10 ciastek.
Mistrz z tych 10 ciastek zawsze zwracał jedno Chongxinowi mówiąc przy tym To dla pomyślności twoich potomków. Pewnego dnia Chongxin spytał Roznoszę to ciastka wszędzie, więc dlaczego zostawiasz jedno dla mnie? Czy to znaczy coś szczególnego? Daowu powiedział Przynosisz ciastka, więc co złego się dzieje, że jedno zwracam tobie? Po tych słowach chłopiec osiągnął głębokie zrozumienie.
Odszedł z domu, został uczniem mistrza i jego osobistym służącym w klasztorze Tianhuang.
Pewnego dnia Chongxin zapytał mistrza Daowu Odkąd tu przyszedłem [do klasztoru], nigdy nie uczyłeś mnie o istocie umysłu. Daowu odparł Odkąd tu przyszedłeś, nigdy nie przestałem przekazywać ci nauk o istocie twojego umysłu. Chongxin powiedział Kiedy mi to wyjaśniałeś? Daowu rzekł Kiedy przynosisz mi herbatę, przyjmuję ją dla ciebie. Kiedy przynosisz mi jedzenie, przyjmuje go dla ciebie. Kiedy kłaniasz się przede mną, skłaniam moją głowę. Kiedy więc nie udzieliłem ci nauk o istocie twojego umysłu? Chongxin długo kręcił głową. Daowu powiedział Spójrz na to bezpośrednio. Jeśli próbujesz o tym myśleć, tracisz to. Po tych słowach Chongxin osiągnął oświecenie.
Został spadkobiercą Daowu. Osiadł później w Longtan (Staw Smoka) w prow. Hunan.
Zapoczątkował wprowadzanie w praktykę idei nauczania przez nienauczanie. Idea ta została już wyrażona przez Bodhidharmę, który stwierdził, że nie wie czym jest chan. Późniejsi mistrzowie podkreślali, że nie ma nic do nauczenia.
28 gong’an z Bezbramnej bramy opowiada historię oświecenia przez niego Deshana Xuanjiana.

## Linia przekazu Dharmy zen
Pierwsza liczba oznacza liczbę pokoleń mistrzów od 1 Patriarchy indyjskiego Mahakaśjapy.
Druga liczba oznacza liczbę pokoleń od 28/1 Bodhidharmy, 28 Patriarchy Indii i 1 Patriarchy Chin.
- 33/6. Huineng (638–713)
  - 34/7. Qingyuan Xingsi (660–740)
    - 35/8. Shitou Xiqian (700–790)
      - 36/9. Tianhuang Daowu (748–807)
        - 37/10. Longtan Chongxin (bd)
          - 38/11. Deshan Xuanjian (780–865)
            - 39/12. Xuefeng Yicun (822–908)
              - 40/13. Xuansha Shibei (835–908)
                - 41/14. Luohan Guichen (867–928)
                  - 42/15. Fayan Wenyi (885–958) szkoła fayan

              - 40/13. Yunmen Wenyan (862–949) szkoła yunmen